# Hypulia
Hypulia is een geslacht van vlinders van de familie spanners (Geometridae), uit de onderfamilie Ennominae.

## Soorten
- H. continua Walker, 1861
- H. strictiva Prout, 1932